# Gerhard Winkler (Architekt)
Gerhard Winkler (* 25. September 1898 in Löwenhagen, Ostpreußen; † im April 1975 in Bonn) war ein deutscher Architekt.

## Leben und Wirken
Winkler studierte Anfang der 1920er Jahre an der Technischen Hochschule Berlin. Danach erfolgte seine Ernennung zum Regierungsbaumeister (Assessor in der öffentlichen Bauverwaltung). 1927 gründete Winkler zusammen mit seinem Studienfreund Otto von Estorff in Potsdam eine Architekten-Sozietät, in der auch Ottos älterer Bruder Hans von Estorff mitarbeitete. Sie befassten sich vor allem mit Entwurf und Bau von Wohnhäusern im Landhausstil. Das Büro Estorff und Winkler entwickelte sich zum  meist beauftragten und erfolgreichsten Potsdamer Architekturbüro der 1930er Jahre und prägte seinerzeit den Landhausstil in Potsdam und Umgebung. Allein im Stadtgebiet von Potsdam existieren 56 von Estorff und Winkler realisierte und unter Denkmalschutz stehende Bauwerke.

## Bauten
- 1927–1937: Estorff-Siedlung in Potsdam
- 1934–1935: Landhaus von Luckwald, Schwanenallee 5 in Potsdam
- 1935–1936: Landhaus Stachow, Schwanenallee 4 in Potsdam
- 1937: Wohnhäuser Langhansstraße 10 und 11 in Potsdam